# Euporismites balli
Euporismites balli là một loài côn trùng trong họ Osmylidae thuộc bộ Neuroptera. Loài này được Tillyard in Tillyard & Dunstan miêu tả năm 1916.